# Keuschheit

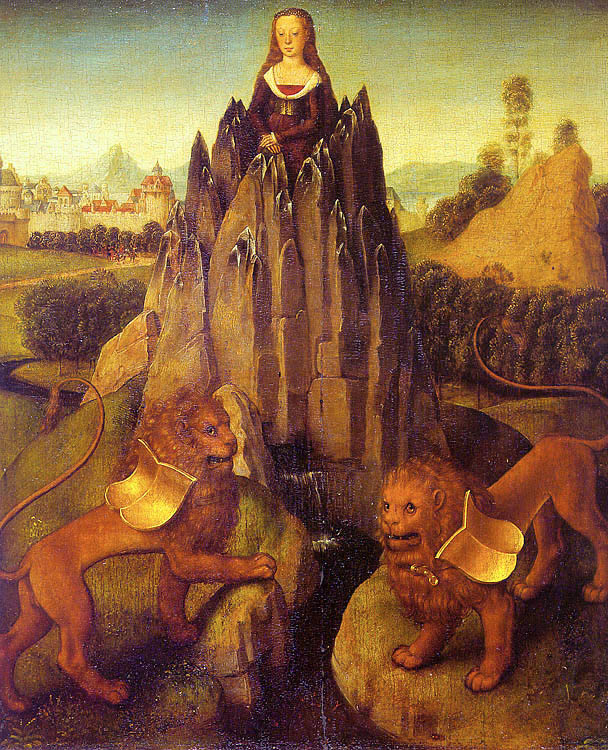
Hans Memling: Allegorie der Keuschheit, 15. Jh.

Keuschheit (keusch aus lateinisch conscius, ‚bewusst‘), lateinisch castitas ist ein ethisches Konzept der Mäßigung im Umgang mit Sexualität, zumeist aus religiösen Gründen.
Oft wird unter Keuschheit lediglich sexuelle Abstinenz oder Enthaltsamkeit verstanden; das Ideal der gewollten und bewussten Keuschheit ist allerdings weitreichender: Keuschheit bezeichnet das Verhalten einer Person, sich auf Grund eines erworbenen Schamgefühls oder Kraft eines bewussten Grundsatzes schamhaft zu verhalten und das Unschamhafte und Verstöße gegen die Sittlichkeit zu meiden. In vielen Kulturen spielt die Aufforderung zur Keuschheit als religiöses Gebot eine Rolle (siehe auch Tabu). Dieses Verständnis von Keuschheit als allgemeine Mäßigung, die nicht auf sexuelles Verhalten alleine beschränkt ist, lässt sich auch an der Entwicklung des Wortes keusch im Deutschen beobachten. Noch im Mittelhochdeutschen bedeutete kiusche „sittsam“ oder „bewusst“. Erst zum Neuhochdeutschen hin verengte sich die Bedeutung hin zur sexuellen Enthaltsamkeit.
In der christlichen Ikonografie werden den sieben Todsünden oftmals die sieben himmlischen Tugenden gegenübergestellt; dabei ist die Keuschheit als Tugend Gegenpart der Wollust (lateinisch luxuria). Diese Zuordnung findet sich bereits in der Psychomachia. Auch in der mittelalterlichen Theologie und dementsprechend in der europäischen Kunstgeschichte bildet die Unkeuschheit oder Lüsternheit das Gegenstück zur Keuschheit und stellt eines der zentralen sieben Laster dar, aus denen Sünden entstehen und die daher auch „Wurzelsünden“ genannt werden.
In der christlichen Ikonografie ist die Lilie ein Symbol der jungfräulichen Reinheit.

## Keuschheit in den Religionen

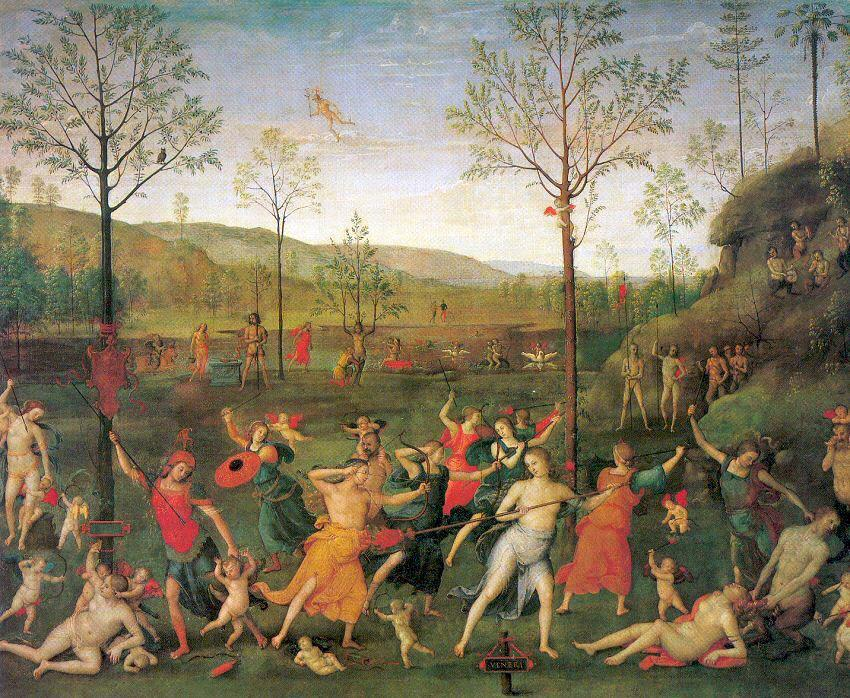
Der Kampf zwischen Liebe und Keuschheit, allegorisches Gemälde von Pietro Perugino, um 1504

### Christentum
In der Geschichte des Christentums gilt die Keuschheit als erworbene, sittliche Tugend des Menschen. Thomas von Aquin hat diesen theologischen Sachverhalt unter dem Thema der „eingegossenen Tugenden“ erörtert. Martin Luther bezeichnet die Keuschheit als die Haupttugend des Evangeliums.
Das Christentum versteht unter Keuschheit die Bewahrung der Augen, Ohren und Gedanken vor Dingen, die die natürliche oder erworbene Schamhaftigkeit verletzen. Dazu gehören auch der bewusste Verzicht auf sexuelle Handlungen bei unverheirateten Personen und beim Ehepaar der Verzicht auf sexuelle Handlungen außerhalb der Ehe. Die Keuschheit wird als christliche Tugend und moralische Anforderung aus dem 6. Gebot („Du sollst nicht die Ehe brechen“, Ex 20,14 ) und den Worten des Apostels Paulus abgeleitet, der den Leib als einen „Tempel des Heiligen Geistes“ (1 Kor 6,19 ) bezeichnet. Die Keuschheit ist auch ein Aspekt der Frucht des Heiligen Geistes (Gal 5,22 ). Die Tugend der Keuschheit wird dabei auch von der Kardinaltugend der Mäßigung abgeleitet.
Die christliche Ehe gilt nach dem Apostel Paulus als brauchbare Gemeinschaft für die Menschen, die dem sexuellen Drang nicht standhalten können (1 Kor 7, 8–9). Die römisch-katholische Kirche prägte hier den Begriff der ehelichen Keuschheit. Promiskuität und Ehebruch werden von allen christlichen Kirchen abgelehnt. Vorehelicher Geschlechtsverkehr oder Partnerschaft Unverheirateter wird heute von einigen Kirchen toleriert, aber als Abweichung vom Ideal der Ehe angesehen.
Wenn Ehepartner nach übereinstimmendem Willen und aus Glaubensgründen darauf verzichten, die Ehe zu vollziehen, nennt man das eine Josefsehe. Der Begriff leitet sich von Josef von Nazaret ab, der nach kirchlicher Tradition und katholischer sowie orthodoxer Lehrauffassung eine solche Ehe mit der Jungfrau Maria geführt hat.

#### Römisch-katholische Kirche

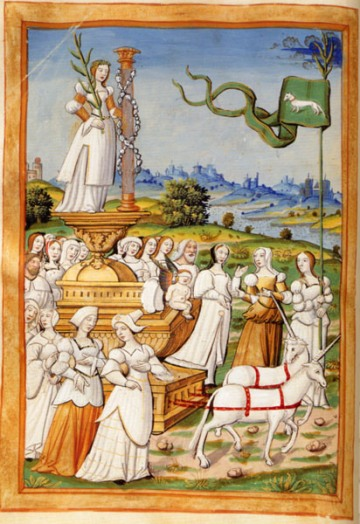
Der Triumph der Keuschheit (um 1500–1520). Die Tugend der Keuschheit steht auf einem von weißen Einhörnern gezogenen Prunkwagen. Dem Zug der Jungfrauen wird ein Banner vorangetragen, das ein weißes Hermelin zeigt, das in mittelalterlichen Überlieferungen als Symbol der Keuschheit gilt. Die Keuschheit selbst trägt einen Palmwedel als Zeichen des Sieges über das Fleisch.

Die römisch-katholische Kirche setzt Keuschheit nicht mit sexueller Enthaltsamkeit gleich:

„[Die Keuschheit] soll die Menschen in den verschiedenen Lebensständen auszeichnen: die einen im Stand der Jungfräulichkeit oder in der gottgeweihten Ehelosigkeit, einer hervorragenden Weise, sich leichter mit ungeteiltem Herzen allein Gott hinzugeben; die anderen, in der für alle vom Sittengesetz bestimmten Weise, je nachdem ob sie verheiratet oder unverheiratet sind.“

Der Kirchenvater Ambrosius von Mailand schreibt:

„Es gibt drei Formen der Tugend der Keuschheit: die eine ist die der Verheirateten, die andere die der Verwitweten, die dritte die der Jungfräulichkeit. Wir loben nicht die eine unter Ausschluss der anderen. Dies macht den Reichtum der Disziplin der Kirche aus.“

Die in die Beziehung und in die gegenseitige Hingabe von Ehepartnern eingebettete Sexualität ist nicht Unkeuschheit, sondern sogar wünschenswert.
In der Verpflichtung zu einem ehelosen Leben beim Zölibat der Kleriker und in den Formen des geweihten Lebens nach den evangelischen Räten (Versprechen der Jungfräulichkeit oder Ehelosigkeit um des Himmelreiches willen durch öffentliche Gelübde) geht es nicht nur um den Verzicht auf Ehe, auf sexuelle Handlungen und auf Sich-Hingeben an sexuelle Phantasien (Keuschheit der Gedanken), sondern letztlich um eine persönliche Freiheit, in der die eigene Libido in eine innere Einheit der gereiften Persönlichkeit integriert ist.

#### Evangelikale Bewegung
Für Enthaltsamkeit bis zur Ehe tritt u. a. die Jugendbewegung True Love Waits ein, die Anfang der 1990er Jahre in den Vereinigten Staaten in evangelikalen Kreisen entstand. Daraus entwickelte sich eine internationale Bewegung, die auch im deutschen Sprachraum unter dem Namen Wahre Liebe Wartet aktiv ist (siehe auch Keuschheitsbewegung).

### Islam
Eine wichtige Aussage des Korans findet sich in Sure 17:32: „Und nahet nicht dem Ehebruch …“ Darüber hinaus empfiehlt der Islam, jeden unnötigen Kontakt zwischen den Geschlechtern zu vermeiden. Männer werden dazu aufgefordert, ihre Augen niederzuschlagen (Sure 24:30). Sie sollen sich ebenso keusch wie die Frauen verhalten (Sure 33:35).
Lebenslange Enthaltsamkeit wird im Islam aber abgelehnt, da (nach einem Hadith) die Ehe der halbe Glauben ist und der Koran das Mönchtum ablehnt (Sure 57:27).
In vielen islamischen Gesellschaften ist unter anderem das Kopftuch (oder auch der Schleier) ein Symbol der Keuschheit. Das entblößte Haupthaar wird in vielen Gesellschaften als sinnlicher Reiz bzw. als ein Hauptbestandteil der Schönheit einer Frau empfunden. „Sie möchte durch die Bedeckung ihrer Schönheit, die vor allem auch in ihren Haaren liegt, also kund tun, dass sie kein Interesse an Flirts hat und keine Beziehungen zu fremden Männern haben möchte, in denen Sexualität eine Rolle spielt.“ (Hadayatullah Hübsch )

## Keuschheit in Japan
Im japanischen Kulturraum wird männliche Keuschheit als Dōtei bezeichnet und war besonders in der Vorkriegszeit hochgeachtet.